# Baía de Plenty
A Baía de Plenty (em inglês: Bay of Plenty, em maori: Te Moana-a-Toi), é uma região neozelandesa localizada na Ilha Norte desse país. Estende-se de ocidente a oriente, da Península de Coromandel até ao Cabo Runaway, e para sul até às áreas florestais próximas a Rotorua e Murupara. Deve o seu nome a James Cook, após reparar nas abundantes reservas de alimentos dos povoados maori locais, em contraste com as suas observações anteriores na Baía da Pobreza.
A sua população em 2013 era de 267.741 habitantes, a quinta região mais populosa e a terceira em densidade populacional, apesar de ser uma das mais pequenas do país. É uma das áreas que apresentam maior crescimento populacional — 7,5% entre 2001 e 2006, a maior parte concentrada nas zonas costeiras e ocidentais. Os maiores centros populacionais são Tauranga, Rotorua e Whakatane.
Importantes indústrias de horticultura, silvicultura e turismo estão consolidadas na região. No entanto, conta-se entre as mais desfavorecidas economicamente na Nova Zelândia, com os distritos orientais entre os menos desenvolvidos da região. Porém a Baìa de Plenty foi classificada em 2011 como uma das regiões com melhor desempenho económico, apenas atrás de Auckland.

## História

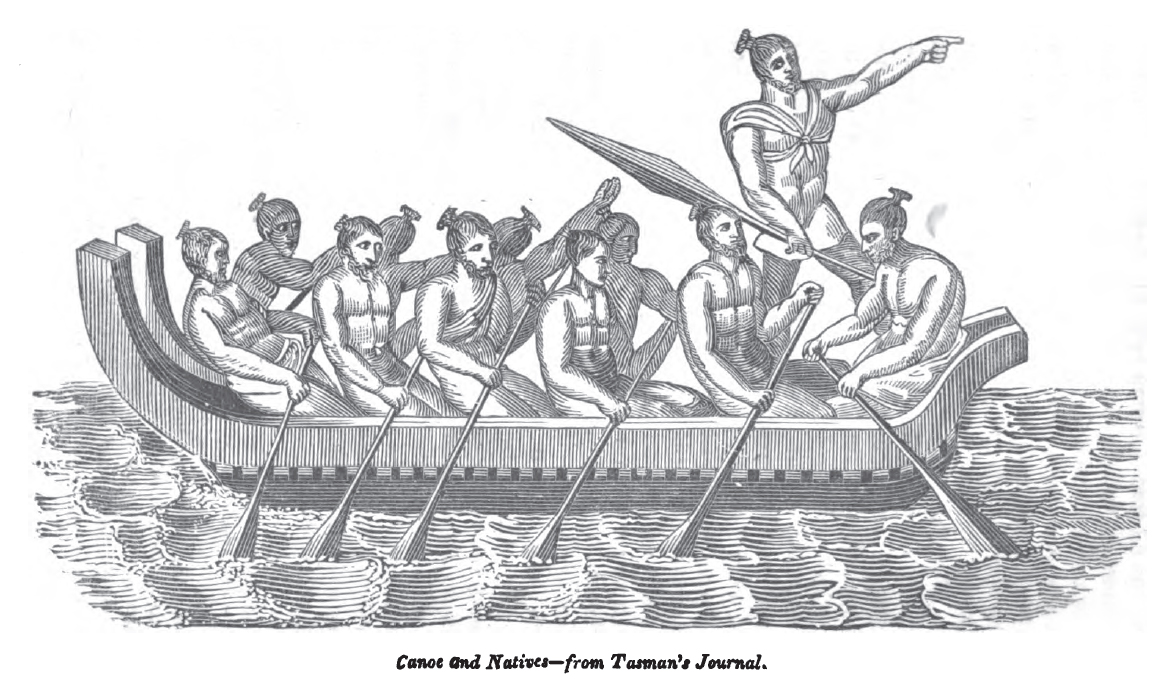
Uma das primeiras representações de canoas maori, descrita por Abel Tasman.

De acordo com a tradição maori local, a Baía de Plenty foi o local de chegada de diversas canoas migratórias que trouxeram os primeiros habitantes Maori à Nova Zelândia. Estas incluem as canoas Mataatua, Nukutere, Tākitimu, Arawa e Tainui. Muitos dos iwi descendentes mantém as suas terras ancestrais (rohe) na região, entre elas Te Whānau-ā-Apanui, Te Whakatōhea, Ngāi Tai, Ngāi Tūhoe, Ngāti Awa, Ngāti Tūwharetoa ki Kawerau, Te Arawa, Ngāi Te Rangi, Ngāti Ranginui e Ngāti Pūkenga. Os seus primeiros assentamentos deram origem a muitos dos topónimos atualmente em uso.
O primeiro contacto registado pelos europeus deu-se quando James Cook navegou pela baía em 1769. Cook constatou a abundância de alimentos em comparação com a Baía da Pobreza, na costa leste da Ilha Norte. Posteriores relatos de contacto por europeus são escassos até à chegada do missionário Samuel Marsden na região de Tauranga em 1820. Nas décadas 20 e 30 do século XIX os iwis setentrionais como os Ngā Puhi invadiram a Baía de Plenty durante a sua campanha por toda a Ilha Norte, combatendo as tribos maori locais nas Guerras do Mosquetes. No entanto, em 1830 e 1840 intensifica-se o contacto com os europeus através de trocas comerciais.
Em 1853, a Baía de Plenty foi incorporada na Província de Auckland, aquando provincial do país.
Novos conflitos surgiram na década de 1860 com as Guerras da Nova Zelândia. Na região, estes originaram-se devido ao apoio do iwi de Tauranga ao iwi de Waikato. Em modo de retaliação, o Império Britânico e aliados maori atacaram o iwi de Tauranga, destacando-se a Batalha de Gate Pā de 1864. Posteriores conflitos com o governo deram-se quando o missionário alemão Carl Völkner e o seu intérprete James Fulloon foram assassinados pelas tribos locais em Opotiki e Whakatane, respetivamente. O conflito que se seguiu resultou na confiscação considerável de território maori aos iwis da área pela Coroa Britânica.
A confiscação de terras aos Maori privou os iwi de recursos económicos ao mesmo tempo que permitia aos europeus a expansão dos seus assentamentos por todo o século XIX, nomeadamente em Katikati, Te Puke e em Rangitaki. Em 1876 estes foram integrados em comarcas após a dissolução do sistema provincial. A colonização nestas áreas foi difícil — o clima não era o adequado à ovinicultura e a geografia inacessível, agravado pela falta de infraestrutura — e no final do século a população já tinha começado a decrescer. Porém, após experiências com diferentes culturas, os colonizadores foram bem-sucedidos na produção láctea, com um impulso no aparecimento desta indústria por 1900, à qual se juntariam a madeira e o kivi.
A região atual foi constituída em 1989 após uma avaliação nacional e posterior reforma do poder local na Nova Zelândia. A ela juntaram-se as ex-comarcas de Tauranga, Rotorua, Whakatane e Opotiki.

A 5 de outubro de 2011, o navio MV Rena encalhou no recife do Astrolábio causando um grande derrame de óleo, descrito como pior desastre ambiental da Nova Zelândia.

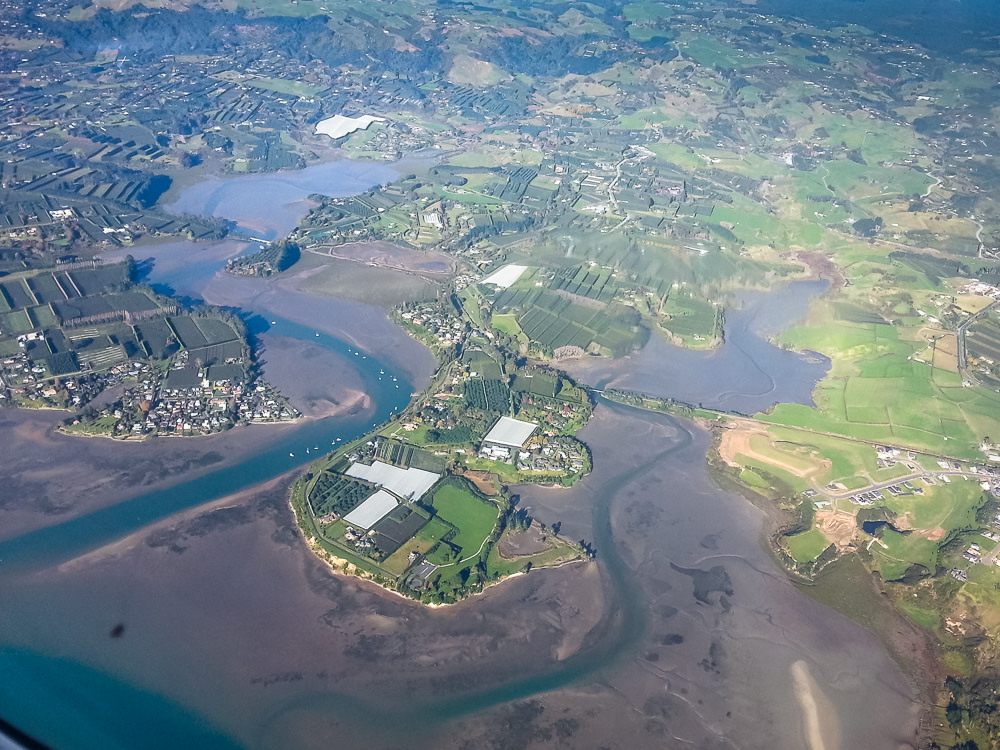
Campos agrícolas na região em 2014.
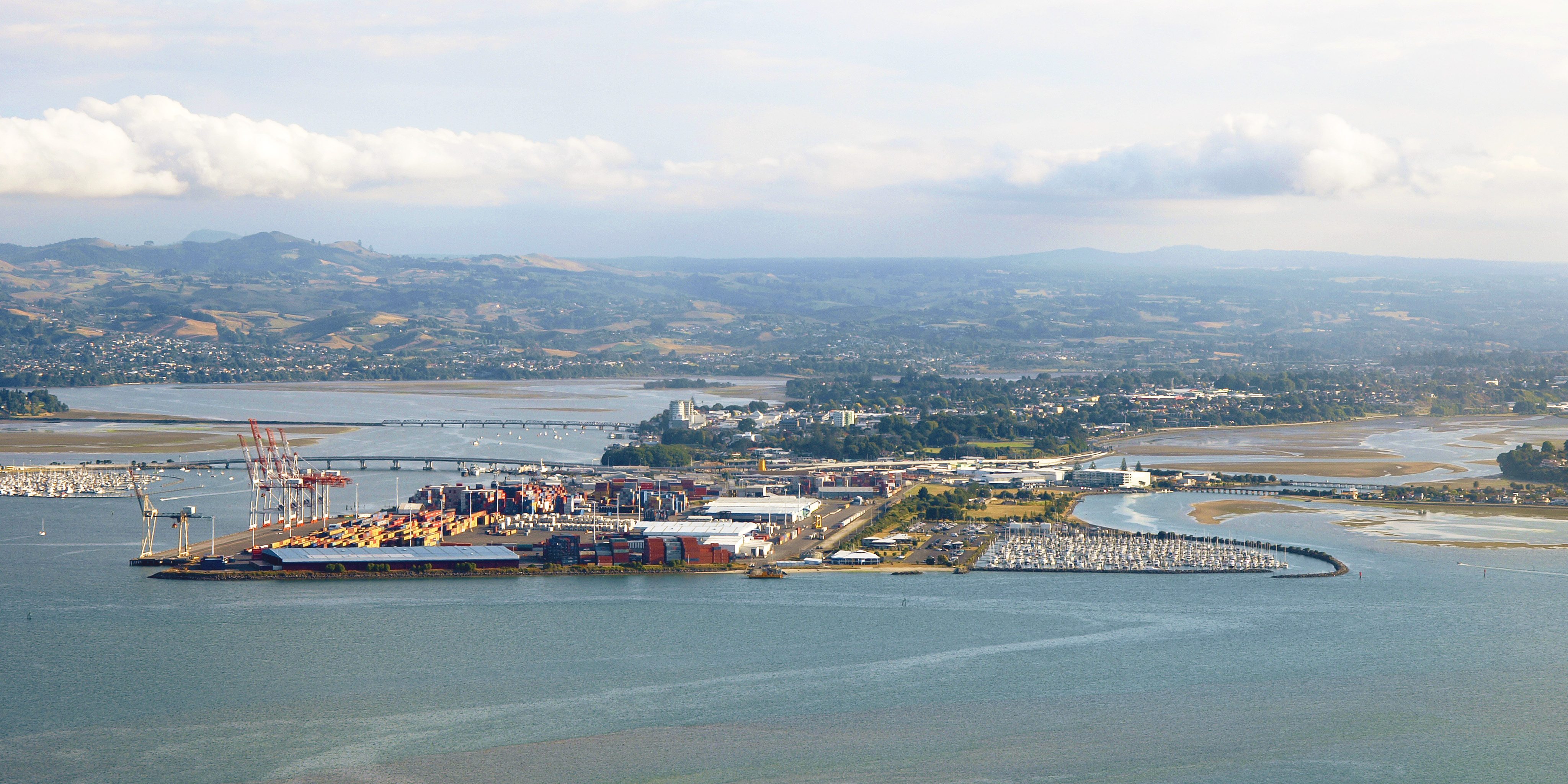
Porto de Tauranga, um dos pólos económicos da região.

## Administração e governo

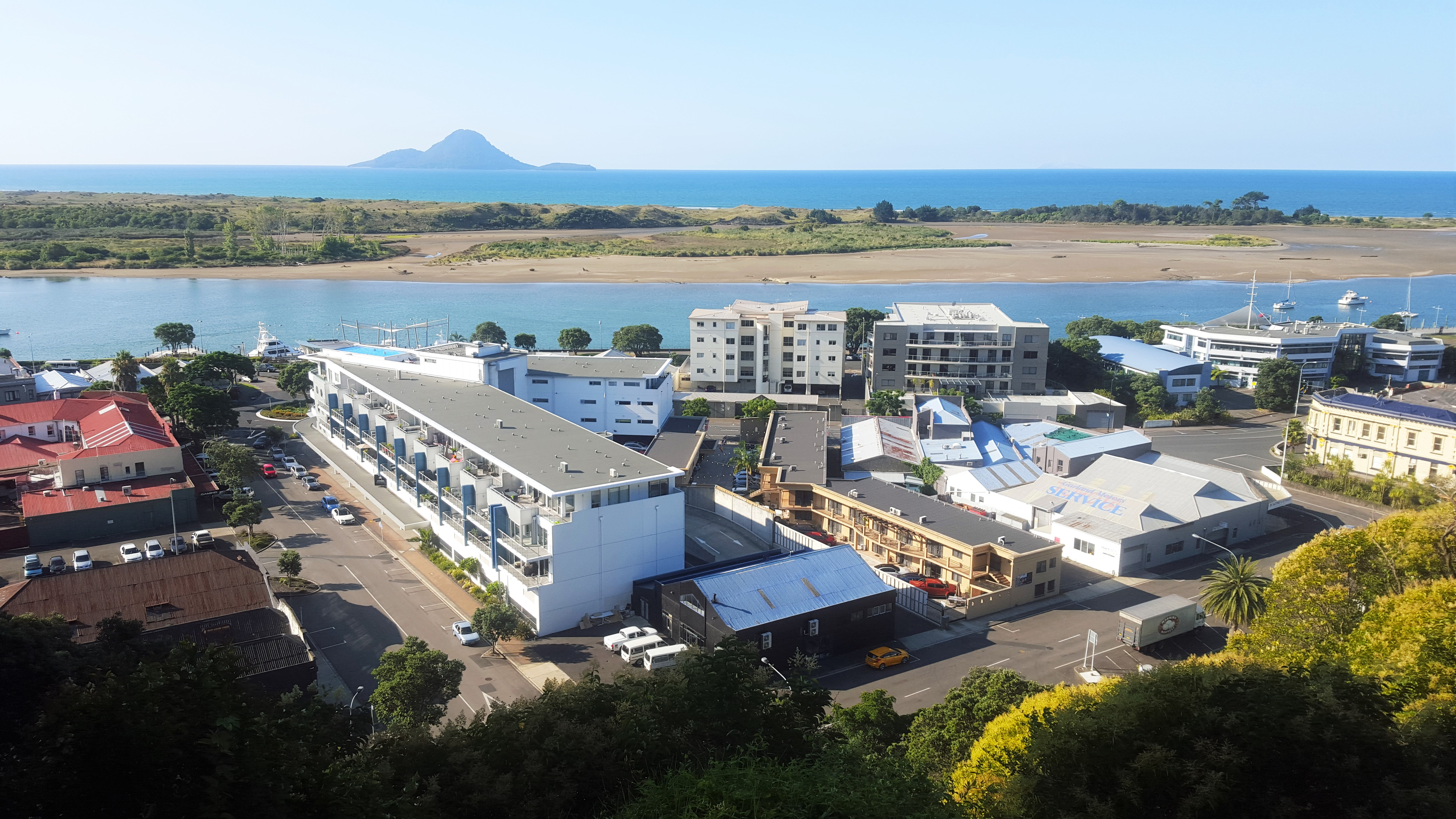
Centro de Whakatane, sede do executivo regional.

A região subdivide-se em autoridades territoriais que incluem a Cidade de Tauranga e os Distritos do Oeste da Baía de Plenty, Whakatane, Kawerau e Opotiki, bem como algumas partes do Distrito de Rotorua e da cidade de Rangitaki, no Distrito de Taupo.
O Conselho Regional da Baía de Plenty é o órgão administrativo responsável pela supervisão dos tipos de utilização dos solos, gestão ambiental e da proteção civil na região. Também supervisiona os conselhos locais de cada uma das autoridades territoriais. Whakatane foi designada como sede do Conselho Regional em 1989, a modo de compromisso entre as cidades dominantes de Tauranga e Rotorua.

## Geografia
A região da Baía de Plenty compreende 12,200 km² e a baía propriamente dita, 9,500 km². Estende-se pela costa ocidental da Ilha Norte, desde a base da península de Coromandel até ao Cabo Runaway, a leste; e por 12 milhas náuticas a partir do continente, incluindo várias ilhas como Mayor/Tuhua, Motiti e Whale, bem como o vulcão de Whakaari/Ilha Branca. Com uma costa de 259 km, o litoral de Waihi Beach — a oeste de Opape — é arenoso enquanto a costa entre Opape e o Cabo Runaway é rochoso. Portos de importância estão localizados em Tauranga, Whakatane e Ohiwa. Oito rios principais desembocam na baía: Maketu, Little Waihi, Whakatane, Waiotahi e Waioeka / Otara. Também é de destaque a região dos Lagos de Rotorua, com mais de 200 km².
A região terrestre tem o seu limite nos territórios de floresta ao redor de Rotorua e Murupara.

## Demografia
A costa é pontilhada com vários assentamentos consideráveis, a maior delas é a conurbação da cidade de Tauranga e sua vizinha Mount Maunganui, no oeste. A cidade de Whakatane está localizada no centro da costa. Outras cidades da baía incluem Waihi Beach, Katikati, Maketu, Pukehina Beach e Opotiki.
A maioria da população ao longo da costa está concentrada nas regiões oeste e central do litoral, a parte oriental é pouco povoada e é uma região montanhosa.
No censo de 2006, o total de residentes na região era de 257.379, um aumento de 7,5% em comparação com 2001. A Baía de Plenty é a 5.ª região mais povoada da Nova Zelândia, acolhendo 6,4% da população nacional. A idade média era de 37.2 anos, 23% da população era menor de 15 anos e 14,8% tinham 65 anos ou mais.
| Conurbações da Baía de Plenty junho 2016 | Conurbações da Baía de Plenty junho 2016 | Conurbações da Baía de Plenty junho 2016 | Conurbações da Baía de Plenty junho 2016 |
| Nome                                     | População                                | Percentagem do território regional       |                                          |
| ---------------------------------------- | ---------------------------------------- | ---------------------------------------- | ---------------------------------------- |
| Tauranga                                 | 134.400                                  | 45.8%                                    |                                          |
| Rotorua                                  | 57.800                                   | 19.7%                                    |                                          |
| Whakatane                                | 19.600                                   | 6.7%                                     |                                          |
| Te Puke                                  | 8.040                                    | 2.7%                                     |                                          |
| Kawerau                                  | 6.800                                    | 2.3%                                     |                                          |
| Katikati                                 | 4.530                                    | 1.5%                                     |                                          |
| Opotiki                                  | 4.170                                    | 1.4%                                     |                                          |
| Waihi Beach                              | 2.130                                    | 0.7%                                     |                                          |
| Edgecumbe                                | 1.780                                    | 0.6%                                     |                                          |
| Murupara                                 | 1.770                                    | 0.6%                                     |                                          |

## Economia
A baía é uma área popular e aproveitosa para navegação e pesca, especialmente em torno do pé da Península de Coromandel na extremidade ocidental da baía. O porto de Tauranga é o maior porto comercial da Nova Zelândia, por lidar com grandes remessas de madeira das regiões florestais do interior da ilha.

## Turismo
A Baía de Plenty é um destino de férias popular devido ao clima de verão quente e ensolarado e praias públicas. A observação de baleias se tornou uma atração popular devido ao grande número de baleias na baía, como as baleias azuis e as baleias jubarte que migram para águas da baía para se reproduzirem.